# Còmit
Durant l'edat mitjana, el Còmit era el responsable nàutic d'una galera i l'oficial de més rang, just per sota del capità, que exercia el comandament militar. En moltes galeres podia rebre l'assistència d'un sotacòmit.
El càrrec passà a ser proveït pel capità general de l'armada i a partir del segle xvii i xviii rebé l'assistència d'un còmit de mitjania. Per a la formació de còmits, durant el segle xvii i xviii, hi hagué a Sevilla un "Colegio de Cómitres".